# StopGame.ru
StopGame.ru (или просто StopGame) — российский игровой интернет-портал. Один из первых российских сайтов, на постоянной основе запустивших игровые стримы. Сайт также известен документальными сериалами о компьютерных играх, публикующихся на официальном YouTube-канале.

## История
В начале 2000-х годов успех веб-сайта Absolute Games способствовал зарождению в русском сегменте Интернета более 20 сайтов с аналогичным содержанием. Одним из таких «клонов» был Stopgame.RU — он представлял собой базу знаний игр с чит-кодами, игровыми фонами для рабочего стола, программами для запуска игр без лицензионного CD-диска и Java-играми для мобильных устройств. На самом ресурсе годом основания проекта считают 1999 год — за три года до открытия тематического сайта stopgame.ru. В 2005 году на сайте была опубликована первая редакционная рецензия на игру, однако общая направленность сайта изменена не была.
В тот же период времени команда искала различные способы зарабатывать с помощью проекта деньги. По словам создателя StopGame Рината Оспанова: «лично я пробовал практически все направления монетизации на Stopgame — как игровой, развлекательной, так и диаметрально противоположной тематики». В качестве дочерних сайтов были открыты магазин пиратских дисков и сайт для интернет-знакомств; через ресурс распространялись Flash-игры порнографического характера и рекламировалась жёлтая пресса.
Ближе к концу 2000-х годов изменился редакционный состав сайта: к команде присоединились бывшие авторы журнала ЛКИ и ресурса PlayGround. Вскоре на сайте появилась функция пользовательских блогов, оказавшаяся востребованной, после чего ряд активных блоггеров также присоединились к редакции. При оценивании игр команда вместо числовых рейтингов использует собственную градацию оценок: «мусор», «проходняк», «похвально», «изумительно», а также дополнительную плашку «наш выбор».
В 2008 году был запущен видеоканал SGTV с первыми видеообзорами от бывшего автора PlayGround Максима Кулакова. В сентябре 2009 года был запущен новостной видео-дайджест «Игрозор», кроме того на канале начали публиковаться переводы известных юмористических машиним — таких, как «Элитный мир» и «Разум Фримана» — которые стали пользоваться огромным успехом. Также StopGame стал одним из первых игровых сайтов, на постоянной основе запустивших игровые стримы.
Такая смена команды привела к изменению концепции сайта. В 2009 году с файлового хранилища были удалены незаконные файлы, а с ресурса убрана вредящая имиджу реклама. К 2012 году исчез слоган «Всё о секретах для игр» — сам раздел секретов и трейнеров удалён не был, но на нём более не ставился акцент.
В 2011 году состоялся запуск официального YouTube-канала StopGame.Ru, где начали публиковаться обзоры игр, а также разборы серий игр и рубрики: «Инфакт» (регулярная сводка новостей, пришедшая на смену «Игрозору»), «На перемотке» (разбор режиссуры кат-сцен в различных видеоиграх), «Рефанд?» (впечатления от игры в новинки инди-среды с вынесением вердикта), «Ретрозор» (видео-дайджест ретро-игр), «Трудности перевода» (разбор русскоязычных локализаций, ныне закрыта) и т. д. Идея документальных сериалов об играх была не нова (например, они публиковались в рамках «Видеомании»), однако выпуски StopGame выделялись длительностью и полнотой изложения: так, суммарная длительность всех частей «История серии Dead Space» составляет почти 10 часов.
В августе 2022 года Дмитрий Кунгуров ушёл с поста главного редактора (пробыв на этом посту пять лет), чтобы сосредоточиться на развитии собственного YouTube-канала. Новым главным редактором стал Геннадий Воробьёв, до этого на протяжении семи лет писавший новости для сайта. Кунгуров назвал Воробьёва «лучшей кандидатурой», отметив, что хотел бы видеть на посту главного редактора человека не из раздела видео, поскольку выпуск видеороликов уже налажен, и сайту нужен человек, который бы обратил внимание на проблемы в других разделах сайта.
В сентябре 2022 года StopGame.ru запустил сбор пожертвований на «продолжение работы в прежнем темпе», мотивировав это «тяжелыми временами».
В сентябре 2023 года Геннадий Воробьёв покинул пост главного редактора и вернулся к обязанностям работника новостного отдела. Его сменил Максим Милязев, до этого занимавший пост редактора видеонаправления.
По состоянию на 2023 год команда StopGame насчитывает свыше 40 человек.
В июне 2025 года Максим Милязев покинул пост главного редактора, но остался в редакции в качестве внештатного автора. Пост главного редактора занял Иван Лоев.

## Скандалы
14 марта 2019 года канал StopGame был заблокирован на стриминговой платформе Twitch за «недопустимое расистское высказывание», произнесённое одним из авторов коллектива во время прямого эфира. Редакция коллективно раскаялась в содеянном и стала ждать окончания блокировки — от 10 до 30 дней. Стримы в это время велись только на YouTube-канале. Однако блокировка была снята 23 марта, через 9 дней — раньше предполагаемого минимального срока. Редакция StopGame заявила, что не будет радикально менять своё поведение на стримах, однако спорные и потенциально «запрещённые» эфиры с этого момента будут транслироваться только на YouTube-канал проекта, в обход Twitch.